# Torno mecânico

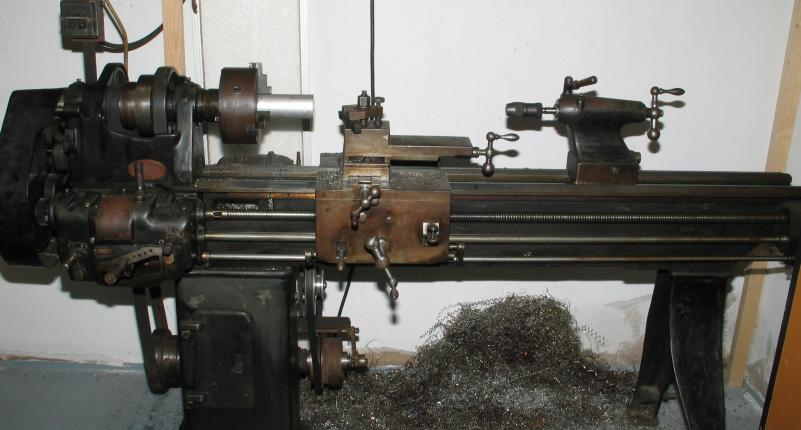
Torno mecânico

Torno mecânico é uma máquina-ferramenta que permite usinar peças de forma geométrica de revolução. Estas máquinas-ferramenta operam fazendo girar a peça a usinar presa em um cabeçote placa de 3 ou 4 castanhas,esta tendo as castanhas individuais, ou fixadas entre os contra-pontos de centragem enquanto uma ou diversas ferramentas de corte são pressionadas em um movimento regulável de avanço de encontro à superfície da peça, removendo material, chamado cavaco, de acordo com as condições técnicas adequadas. É uma máquina operatriz extremamente versátil utilizada na confecção ou acabamento em peças. Para isso, utiliza-se de placas para fixação da peça a ser trabalhada. Essas placas podem ser de três castanhas, se a peça for cilíndrica, ou quatro castanhas, se o perfil da peça for retangular.
Esta máquina-ferramenta permite a usinagem de variados componentes mecânicos: possibilita a transformação do material em estado bruto, em peças que podem ter seções circulares, e quaisquer combinações destas seções.
Basicamente é composto de uma unidade em forma de caixa que sustenta uma estrutura chamada cabeçote fixo. A composição da máquina contém ainda duas superfícies orientadoras chamadas barramento, que por exigências de durabilidade e precisão são temperadas e retificadas. O barramento é a base de um torno, pois sustenta a maioria de seus acessórios, como lunetas, cabeçote fixo e móvel, etc. Para movimentos longitudinais, um torno básico têm um carro principal e um carro auxiliar para movimentos precisos e para movimentos horizontais um carro transversal.
Através deste equipamento é possível confeccionar eixos, polias, pinos, qualquer tipo possível e imaginável de roscas, peças cilíndricas internas e externas, além de cones, esferas e os mais diversos e estranhos formatos.
Com o acoplamento de diversos acessórios, alguns mais comuns, outros menos, o torno mecânico pode ainda desempenhar as funções de outras máquinas ferramentas, como fresadora, plaina, retífica ou furadeira.
Pelo desenvolvimento do torno mecânico, a humanidade adquiriu as máquinas necessárias ao seu crescimento tecnológico, desde a medicina até a indústria espacial. O torno mecânico é a máquina que está na base da ciência metalúrgica, e é considerada a máquina ferramenta mais antiga e importante ainda em uso.

## A operação de torneamento
O torneamento é a operação realizada pelo torno mecânico.  Trata-se da combinação de dois movimentos: rotação da peça e movimento de avanço da ferramenta. Em algumas aplicações, a peça pode ser estacionária, com a ferramenta girando ao seu redor para cortá-la, mas basicamente o princípio é o mesmo. O movimento de avanço da ferramenta pode ser ao longo da peça, o que significa que o diâmetro da peça será torneado para um tamanho menor. Alternativamente a ferramenta pode avançar em direção ao centro, para o final da peça, o que significa que a peça será faceada. 
O torneamento pode ser decomposto em diversos cortes básicos para a seleção de tipos de ferramentas, dados de corte e também para a programação de certas operações. Estamos nos referindo principalmente ao torneamento externo, mas é importante lembrar que existem outras operações mais específicas, como rosqueamento, ranhuramento e mandrilamento.
São combinações das direções de avanço e rotação que podem resultar em superfícies cônicas ou curvas, com as quais as unidades de controle dos tornos CNC atuais podem lidar por meio de muitas possibilidades de programas.
As fases do Torneamento são: furo de centro, cilíndrico; broqueamento - furos cilíndricos em buchas e engrenagens).
Ferramentas de Corte - desbaste - ferro sem bico ou ponta arredondada.
furação feita em torno - utiliza-se o fluido de corte 

## Cuidados com a segurança
Extremo cuidado é necessário ao operar este tipo de máquina, pois por ter suas partes giratórias, necessariamente expostas, pode provocar graves acidentes. Você não pode utilizar luvas, correntes, anel, roupas com mangas compridas e folgadas para  não haver risco de acidente. Ainda sobre vestimentas, é importante que o operador não use roupas com fios soltos ou desfiadas, pois existe o risco que este fio se enrole no eixo giratório e cause acidentes. As castanhas necessariamente devem ficar protegidas com anteparos, preferencialmente, transparentes, como Policarbonato, e ter um sistema de antitravamento de segurança.
EPIs: Óculos de proteção.apos o uso realizar a limpeza da maquina

## Classificação
Este equipamento também possui uma classificação em relação ao trabalho efetuado:
Torno CNCmáquina na qual o processo de usinagem é feito por comando numérico computadorizado (CNC) através de coordenadas X (vertical) e Z (longitudinal). Sua grande vantagem em relação ao torno mecânico é o acabamento e o tempo de produção.
Torno revólvertorno que tem como característica a fabricação em série de peças com auxílio do cabeçote móvel que vem adaptado a várias ferramentas diferentes para executar processos de usinagem com rapidez, em peças pequenas (ex: buchas).
Torno verticalusado para trabalhar com peças com um diâmetro elevado;
Torno horizontal universalusado para várias funções, principalmente em peças de pequeno diâmetro e grande comprimento.
Torno de platôEm geral de eixo horizontal, serve para tornear peças curtas, porém de grande diâmetro.